# Avesta kommun
Avesta kommun är en kommun i Dalarnas län. Kommunens centralort är Avesta.
Kommunens södra del präglas av det mellansvenska låglandet. Dess flacka områden består av sedimentslätter. Den norra delen är, i kontrast till den södra, täckt av morän. Området ligger inom Norrlandsterrängen och i detta område når höjderna 200 meter över havet. Kommunen är rik på naturtillgångar vilket i kombination med goda transportmöjligheter har legat till grund för kommunens långa industritradition.  
Sedan kommunen bildades 1971 och fram till 2010 var befolkningstrenden negativ, men därefter har befolkningen åter ökat. Socialdemokraterna har haft en stark ställning i Avesta kommun som största parti i kommunfullmäktige i samtliga val. Partiet styr, tillsammans med Vänsterpartiet, under mandatperioden 2018–2022.

## Administrativ historik
Kommunens område motsvarar socknarna: Avesta, By, Folkärna och  Grytnäs. I dessa socknar bildades vid kommunreformen 1862 landskommuner med motsvarande namn.
Avesta municipalsamhälle inrättades i Avesta landskommun 28 juni 1889, och upphörde 1906 när landskommunen ombildades till Avesta köping, vilken 1 april 1919 ombildades till Avesta stad. 19 juni 1904 inrättades Krylbo municipalsamhälle i Folkärna landskommun och utbröts 1919 med andra delar av landskommunen och bildades Krylbo köping.
Kommunreformen 1952 påverkade inte indelningarna i området.
1967 inkorporerades i Avesta stad: Krylbo köping samt landskommunerna  By, Folkärna och Grytnäs. Avesta kommun bildades vid kommunreformen 1971 av Avesta stad.
Kommunen ingick från bildandet till 1 september 2001 i Hedemora domsaga och ingår sen dess i Falu domkrets.

## Geografi

### Topografi och hydrografi
Kommunens södra del präglas av det mellansvenska låglandet, som skjuter in i sydöstra Dalarna. Dess flacka områden består av sedimentslätter med sand, mo och mjäla. Den norra delen är i kontrast till den södra täckt av morän. Området ligger inom Norrlandsterrängen, som här är svagt utbildad. I detta område når höjderna 200 meter över havet och kan därför ses som ett övergångsområde till den storkuperade, höglänta terräng som förknippas övriga Dalarna. Tre rullstensåsar löper genom kommunen, däribland Badelundaåsen som bildar en mäktig sammanhängande, välvd rygg över sedimentslätten. Åsen ligger öster om Dalälven och löper parallellt med denna ned till Brunnbäck, det gamla färjeläget. Därefter genomskär den älven och viker av söderut.
70 procent av kommunens yta är täckt av skog. Åsarna är beväxta med vackra tallskogar. Vid Dalälven och längs biflödenas sjöar finns ekbestånd. Vid centralorten bildar älven fall – Lillforsen och Storforsen – samt vid Näs bruk. Öster om centralorten finns Döda fallen, som bildades för 8000 år sedan, var verksamma under 1000 år, och torrlades då Dalälven fann ett nytt genombrott. På båda sidor om älven finns odlingsmark, något som även hittas i de stråk som följer sprickdalgångar norrut. Dessa nyttjas primärt för odling av korn och havre.
Nedan presenteras andelen av den totala ytan 2020 i kommunen jämfört med riket.
|  | Bebyggelse (5,7 %) |

|  | Skog (73,7 %) |

|  | Öppen myrmark (2,5 %) |

|  | Jordbruksmark (15,6 %) |

|  | Övrig mark (2,5 %) |

|  | Bebyggelse (3,1 %) |

|  | Skog (68,0 %) |

|  | Öppen myrmark (7,2 %) |

|  | Jordbruksmark (7,4 %) |

|  | Övrig mark (14,3 %) |

### Naturskydd
År 2022 fanns 13 naturreservat i kommunen.  Flera av reservaten hittas på öar, däribland Bysjöholmarna som totalt omfattar 295 hektar och inkluderar sex öar. Reservatet är även klassat som Natura 2000-område.
Ödsliga ödemarker i gammelskog hittas i Ödets naturreservat. Där trivs arter som västlig njurlav, aspfjädermossa och tretåig hackspett. Reservatet hatar bildats i syfte att bevara den biologiska mångfalden. Även detta reservat har skyddats enligt Natura 2000.

### Administrativ indelning

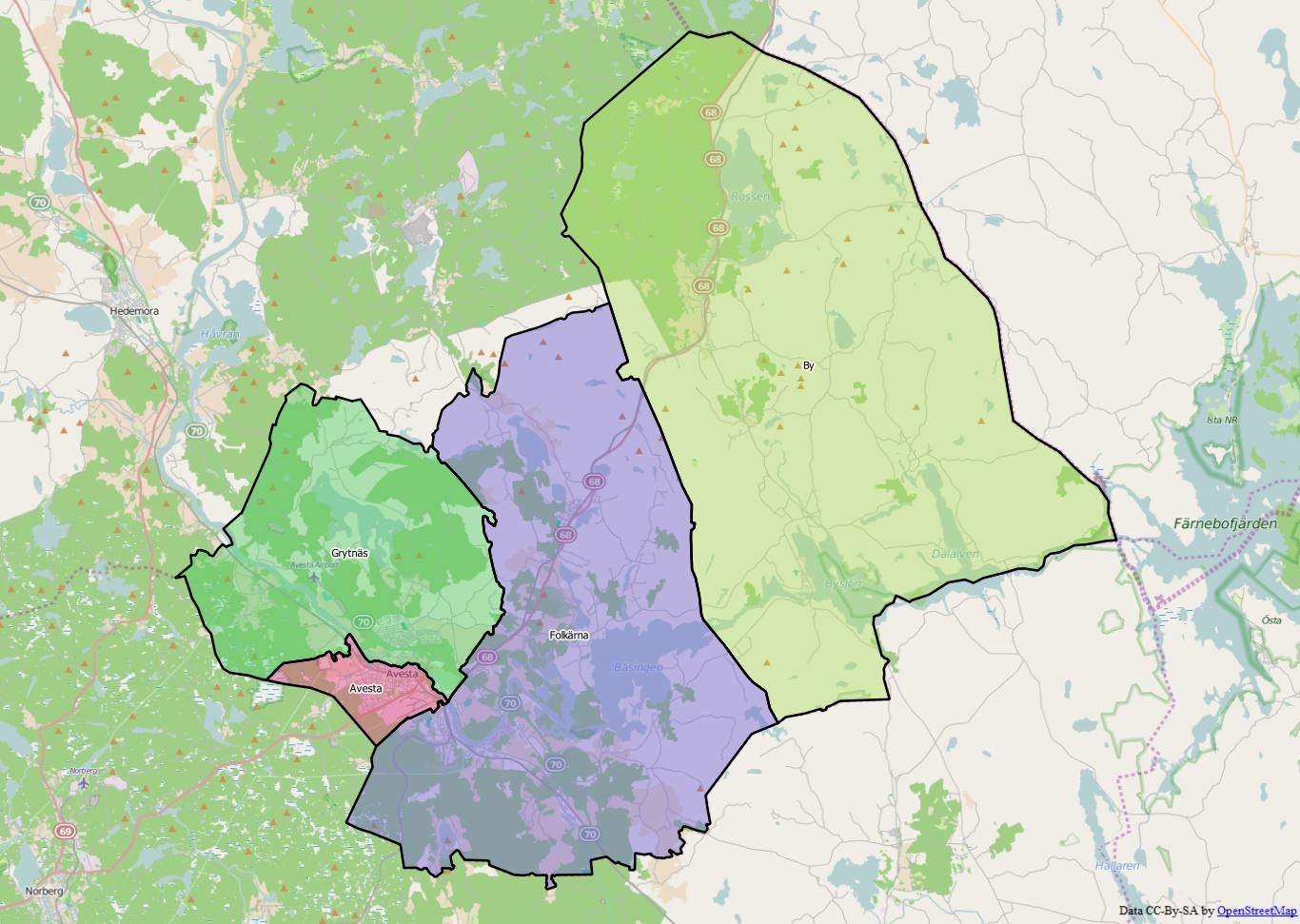
Distrikt (socknar) inom Avesta kommun.

Fram till 2016 var kommunen för befolkningsrapportering indelad i fyra församlingar – Avesta, By, Folkärna och Grytnäs.
Från 2016 indelas kommunen istället i fyra distrikt, vilka motsvarar de tidigare socknarna – Avesta, By, Folkärna och Grytnäs.
År 2015 fanns fortfarande samma församlingar än i årsskiftet 1999/2000, vilket distriktsindelningen är baserad på.

### Tätorter
Vid tätortsavgränsningen av Statistiska centralbyrån den 31 december 2015 fanns det sju tätorter i Avesta kommun.
| Nr | Tätort   | Folkmängd |
| -- | -------- | --------- |
| 1  | Avesta   | 11 949    |
| 2  | Krylbo   | 4 072     |
| 3  | Horndal  | 1 120     |
| 4  | Fors     | 772       |
| 5  | Nordanö  | 426       |
| 6  | Folkärna | 268       |
| 7  | Näs bruk | 207       |

Centralorten är i fet stil.

## Styre och politik

### Styre
Socialdemokraterna har haft en stark ställning i Avesta kommun som största parti i kommunfullmäktige i samtliga val och hade även egen majoritet i kommunfullmäktige från kommunvalet 1970 till och med valet 1985. I kommunvalet 2014 fick Socialdemokraterna åter egen majoritet i kommunfullmäktige.
Efter valet 2018 stod det klart att Socialdemokraterna tappade två mandat i kommunfullmäktige och därmed också den egna majoriteten. Partiet kunde dock fortsätta styra genom en koalition med Vänsterpartiet. Tillsammans bildade de en majoritetskoalition.

### Kommunfullmäktige

#### Presidium
| Presidium 2022–2026    | Presidium 2022–2026 | Presidium 2022–2026 |
| ---------------------- | ------------------- | ------------------- |
| Ordförande             | S                   | Susanne Berger      |
| Förste vice ordförande | S                   | Anton Sundin        |
| Andre vice ordförande  | M                   | Rolf Rickmo         |

#### Mandatfördelning 1970–2022
Fram till 1998 hade kommunfullmäktige i Avesta 49 mandat. I samband med valet 1998 minskades dessa till 41. Kommunlistan, som haft mandat i kommunfullmäktige sedan åtminstone början på 1990-talet, ställde inte upp i valet 2018.
| 2 | 27 | 12 | 5 | 3 |

| 44 |

| 3 | 26 | 14 | 3 |  | 2 |

| 42 | 7 |

| 3 | 27 | 12 | 3 |  | 3 |

| 41 | 8 |

| 3 | 28 | 10 | 3 |  | 4 |

| 37 | 12 |

| 4 | 28 |  | 8 | 2 |  | 5 |

| 34 | 15 |

| 4 | 26 | 2 | 7 | 4 |  | 5 |

| 32 | 17 |

| 7 | 22 | 3 | 8 | 3 | 2 | 4 |

| 33 | 16 |

| 6 | 20 | 2 |  | 9 | 3 | 2 | 6 |

| 34 | 15 |

| 6 | 22 | 3 | 4 | 7 | 2 |  | 4 |

| 29 | 20 |

| 5 | 17 | 2 | 5 | 4 |  | 2 | 5 |

| 25 | 16 |

| 4 | 16 | 2 | 4 | 5 | 3 | 2 | 5 |

| 22 | 19 |

| 3 | 17 | 2 |  | 2 | 4 | 2 |  | 9 |

| 20 | 21 |

| 2 | 18 | 2 | 2 | 2 | 3 | 2 |  | 9 |

| 25 | 16 |

| 2 | 21 |  | 4 | 3 | 3 |  |  | 5 |

| 25 | 16 |

| 2 | 19 | 6 | 3 |  |  | 9 |

| 22 | 19 |

| 2 | 18 | 7 | 3 | 2 | 9 |

| 20 | 21 |

### Nämnder

#### Kommunstyrelse
Totalt har kommunstyrelsen 15 ledamöter. Mandatperioden 2022 till 2026 tillhör sex ledamöter Socialdemokraterna. Moderaterna och Sverigedemokraterna har tre ledamöter vardera medan Centerpartiet har två och Kristdemokraterna har en ledamot.
| Presidium 2022–2026    | Presidium 2022–2026 | Presidium 2022–2026 |
| ---------------------- | ------------------- | ------------------- |
| Ordförande             | S                   | Blerta Krenzi       |
| Förste vice ordförande | S                   | Patrik Sundin       |
| Andre vice ordförande  | M                   | Johan Thomasson     |

#### Övriga nämnder
| Nämnd               | Ordförande | Ordförande       | Vice ordförande | Vice ordförande  | Andre vice ordförande | Andre vice ordförande |
| ------------------- | ---------- | ---------------- | --------------- | ---------------- | --------------------- | --------------------- |
| Bildningsstyrelsen  | S          | Mikael Westberg  | S               | Maria Andersson  |                       |                       |
| Individnämnden      | S          | Tom Andersson    | C               | Gunilla Berglund | S                     | Johan Skoog           |
| Krisledningsnämnden | S          | Blerta Krenzi    | S               | Patrik Sundin    |                       |                       |
| Omsorgsstyrelsen    | C          | Gunilla Berglund | S               | Patrik Sundin    |                       |                       |
| Valnämnden          | C          | Erik Ingvarsson  | S               | Marianne Hirsch  |                       |                       |

Källa:

### Valresultat 2022
| Parti                                | Parti                                | Röstfördelning | Röstfördelning | Röstfördelning | Röstfördelning | Mandatfördelning | Mandatfördelning |
| Parti                                | Parti                                | Antal          | Andel          | Antal +−       | Andel +−       | Antal            | +−               |
| ------------------------------------ | ------------------------------------ | -------------- | -------------- | -------------- | -------------- | ---------------- | ---------------- |
|                                      | Arbetarepartiet-Socialdemokraterna   | 5972           | 41,73          | -969           | -4,75          | 18               | -1               |
|                                      | Moderaterna                          | 3134           | 21,90          | -51            | +0,57          | 9                | ±0               |
|                                      | Sverigedemokraterna                  | 2529           | 17,67          | +410           | +3,48          | 7                | +1               |
|                                      | Centerpartiet                        | 845            | 5,90           | -158           | -0,82          | 3                | ±0               |
|                                      | Vänsterpartiet                       | 620            | 4,33           | -36            | -0,06          | 2                | ±0               |
|                                      | Kristdemokraterna                    | 543            | 3,79           | +155           | +1,19          | 2                | +1               |
|                                      | Liberalerna (tidigare Folkpartiet)   | 264            | 1,84           | -80            | -0,46          | 0                | -1               |
|                                      | Miljöpartiet de gröna                | 214            | 1,50           | -38            | -0,19          | 0                | ±0               |
|                                      | Övriga anmälda partier               | 189            | 1,32           | +143           | +1,01          | 0                | ±0               |
| Giltiga röster totalt                | Giltiga röster totalt                | 14 310         | 100,00         | -622           | —              | 41               | ±0               |
| Ogiltiga röster - ej anmälda partier | Ogiltiga röster - ej anmälda partier | 4              | 0,03           | -10            | -0,06          |                  |                  |
| Ogiltiga röster - blanka             | Ogiltiga röster - blanka             | 224            | 1,54           | +49            | +0,38          |                  |                  |
| Ogiltiga röster - övriga             | Ogiltiga röster - övriga             | 12             | 0,08           | +6             | +0,04          |                  |                  |
| Valdeltagande                        | Valdeltagande                        | 14 550         | 79,87          | -579           | -3,74          |                  |                  |
| Röstberättigade                      | Röstberättigade                      | 18 218         | —              | +124           | —              |                  |                  |

Källa:
Partiers starkaste stöd 2022: 
| Parti                            | Valdistrikt                | Valdistrikt | Kommun  |
| Parti                            | Starkaste                  | Andel       | Andel   |
| -------------------------------- | -------------------------- | ----------- | ------- |
| S                                | Krylbo                     | 49,52 %     | 41,73 % |
| M                                | Skogsbo N-Rutbo-Grytnäs    | 28,41 %     | 21,90 % |
| SD                               | Horndal                    | 22,73 %     | 17,67 % |
| C                                | By                         | 17,22 %     | 5,90 %  |
| V                                | Krylbo                     | 6,95 %      | 4,33 %  |
| KD                               | Fors                       | 6,13 %      | 3,79 %  |
| L                                | Avesta N-Högbo             | 2,55 %      | 1,84 %  |
| MP                               | Avesta V-Bengtsbo-Nyhyttan | 2,54 %      | 1,50 %  |
| MED                              | Skogsbo C-Grytnäs gärde    | 1,40 %      | 0,90 %  |
| Data hämtat från Valmyndigheten. |                            |             |         |

Exklusive uppsamlingsdistrikt. Partier som fått mer än en procent av rösterna i minst ett valdistrikt redovisas.

## Ekonomi och infrastruktur

### Näringsliv
Kommunen är rik på naturtillgångar i form av malm, skog och vatten. Därtill finns goda transportmöjligheter. Sammantaget har detta legat till grund för områdets långa industritradition. Men under 2000-talet har industrisektorn drabbats av nedläggningar. Bland andra har fabriker lagts ner i både centralorten och Horndal. Bland kvarvarande industrier dominerade stålindustrin Outokumpu Stainless AB och kartongtillverkaren Stora Enso Fors AB i början av 2020-talet. Kommunen var samtidigt den största enskilda arbetsgivaren.

### Infrastruktur

#### Transporter
Riksväg 70 genomkorsar södra delen av kommunen medan riksväg 68 genomkorsar kommunen från söder till norr. Centralorten är en viktig järnvägsknut.
Kommunen har ett flygfält vilken används av den lokala flygklubben.

## Befolkning

### Demografi

#### Befolkningsutveckling
| Befolkningsutvecklingen i Avesta kommun 1970–2020                                                               | Befolkningsutvecklingen i Avesta kommun 1970–2020 | Befolkningsutvecklingen i Avesta kommun 1970–2020 | Befolkningsutvecklingen i Avesta kommun 1970–2020 | Befolkningsutvecklingen i Avesta kommun 1970–2020 |
| --- | ------------------------------------------------- | ------------------------------------------------- | ------------------------------------------------- | ------------------------------------------------- |
| |                                                   |                                                   |                                                   |                                                   |
| År |                                                   |                                                   | Folkmängd                                         |                                                   |
| 1970 | 1970                                              |                                                   | 28 031                                            |                                                   |
| 1975 | 1975                                              |                                                   | 27 153                                            |                                                   |
| 1980 | 1980                                              |                                                   | 26 376                                            |                                                   |
| 1985 | 1985                                              |                                                   | 24 969                                            |                                                   |
| 1990 | 1990                                              |                                                   | 24 832                                            |                                                   |
| 1995 | 1995                                              |                                                   | 24 010                                            |                                                   |
| 2000 | 2000                                              |                                                   | 22 375                                            |                                                   |
| 2005 | 2005                                              |                                                   | 21 954                                            |                                                   |
| 2010 | 2010                                              |                                                   | 21 583                                            |                                                   |
| 2015 | 2015                                              |                                                   | 22 781                                            |                                                   |
| 2020 | 2020                                              |                                                   | 23 067                                            |                                                   |
| Anm: Uppgifterna avser förhållandena den 31 december enligt den kommunala indelningen den 1 januari året efter. |                                                   |                                                   |                                                   |                                                   |

#### Utländsk bakgrund
Den 31 december 2015 utgjorde antalet invånare med utländsk bakgrund (utrikes födda personer samt inrikes födda med två utrikes födda föräldrar) 4 467, eller 19,61 % av befolkningen (hela befolkningen: 22 781 den 31 december 2015). Den 31 december 2002 utgjorde antalet invånare med utländsk bakgrund enligt samma definition 2 417, eller 10,84 % av befolkningen (hela befolkningen: 22 296 den 31 december 2002).

#### Invånare efter de vanligaste födelseländerna
Den 31 december 2015 utgjorde folkmängden i Avesta kommun 22 781 personer. Av dessa var 3 752 personer (16,47 %) födda i ett annat land än Sverige. I denna tabell har de nordiska länderna samt de 12 länder med flest antal utrikes födda (i hela riket) tagits med. En person som inte kommer från något av de här 17 länderna har istället av Statistiska centralbyrån förts till den världsdel som deras födelseland tillhör.
| Födelseland      | Födelseland                       | Födelseland |
| ---------------- | --------------------------------- | ----------- |
| 31 december 2015 |                                   |             |
| 1                | Sverige                           | 19 029      |
| 2                | Syrien                            | 802         |
| 3                | Finland                           | 759         |
| 4                | Eritrea                           | 427         |
| 5                | Asien: Övriga länder              | 296         |
| 6                | Europeiska unionen: Övriga länder | 219         |
| 7                | Irak                              | 217         |
| 8                | Afrika: Övriga länder             | 150         |
| 9                | Turkiet                           | 112         |
| 10               | Afghanistan                       | 107         |
| 11               | Thailand                          | 100         |
| 12               | Europa utom EU: Övriga länder     | 73          |
| 13               | Tyskland                          | 66          |
| 14               | Iran                              | 65          |
| 15               | Somalia                           | 62          |
| 16               | Norge                             | 61          |
| 17               | Sydamerika                        | 43          |
| 18               | Nordamerika                       | 40          |
| 18               | Polen                             | 40          |
| 20               | Bosnien och Hercegovina           | 32          |
| 20               | / SFR Jugoslavien/FR Jugoslavien  | 32          |
| 22               | Danmark                           | 25          |
| 23               | Sovjetunionen                     | 13          |
| 24               | Island                            | 5           |
| 25               | Oceanien                          | 4           |
| 26               | Okänt födelseland                 | 2           |

## Kultur

### Kulturarv
Ett välkänt kulturarv i Avesta är Koppardalen, ett område som dåvarande kulturministern Marita Ulvskog beskrivit som "världsunika   kulturhistoriska industriarv".
År 2022 fanns sju byggnadsminnen i  kommunen – Böösgården, Jan-Ersgården i Gisselbo, Klosterskolan, Krylbo järnvägsstation, Krylbo tingshus, Sundhcenter (Aaltohuset) och Tolvmansgården (Karlfeldtsgården).

### Kommunvapen
Blasonering: En sköld av silver med en bandvis ställd blå ström åtföljd ovan av ett rött järnmärke och nedan av ett kopparmärke av samma färg.
Vapnet fastställdes 1920 för dåvarande Avesta stad. Bilden syftar på Dalälven och ortens industrier. Vid kommunbildningen hade, som ofta i Dalarna, samtliga tidigare enheter egna vapen. Stadsvapnet registrerades dock oförändrat i PRV år 1974.

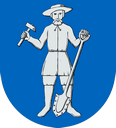
By landskommun (1942–1966)
Folkärna landskommun (1945–1966)
Grytnäs landskommun (1947–1966)
Krylbo köping (1948–1966)